# Antônio Fernandes de Matos
Antônio Fernandes de Matos (Moreira do Lima, 1640 - Recife, 1701) foi um mestre de obras, arquiteto e empresário português do Brasil Colônia. Foi um dos responsáveis pelo grande surto construtivo ocorrido no Recife no final do século XVII. 

## Vida e obra
Nascido provavelmente em Moreira do Lima, no norte de Portugal, a primeira notícia da presença de Matos na Capitania de Pernambuco data de 1671 e se refere à construção de umas casas na rua do Açougue no Recife. Apesar de ser de origem humilde, Matos rapidamente transformou-se num rico "mascate" (alcunha dada aos comerciantes portugueses do Recife à época), controlando as matérias-primas que utilizava nas suas atividades construtivas. Era dono de uma mata em Camaragibe, de onde extraia madeira, e a partir de 1696 passou a receber com exclusividade as pedras usadas como lastro nos navios que chegavam ao Recife, graças a um acordo com a Câmara de Olinda.
Como mestre de obras e empresário, Antônio Fernandes de Matos teve um papel muito importante na reconstrução do Recife após a expulsão dos holandeses, custeando do próprio bolso muitas obras. Em 1684-1685, com autorização do governador D. João de Sousa, financiou e levantou a Fortaleza da Madre de Deus e São Pedro num banco de areia localizado ao sul da Ilha do Recife. Essa fortaleza, já desaparecida, foi o único empreendimento de Matos na arquitetura militar e valeu-lhe a patente de capitão e um soldo. Outras obras levantadas por Matos incluem o Quartel da guarnição do Recife (1693) e a nova molhe da cidade (1696-1699).
Matos foi um personagem importante no movimento construtivo que povoou o Recife de grandiosas edificações religiosas na segunda metade do século XVII. Cerca de 1680-1683, levantou na antiga Porta da Terra (Lantpoort) da cidade fortificada da época holandesa o Arco e Capela do Bom Jesus da Cruz. Construiu ainda vários conventos: a Igreja e Hospício da Madre de Deus (1679-1683), a Igreja e Convento do Carmo (c.1685-1701) e o Colégio de Jesus e Igreja de Nossa Senhora do Ó (começado em 1686). O Convento da Madre de Deus, da Congregação de São Filipe Néri, foi fundado num terreno no istmo do Recife doado pelo próprio Matos e sua mulher, D. Paula Monteiro. Toda essa atividade construtiva no campo religioso e militar valeu-lhe uma carta de recomendação do Padre Antônio Vieira, datada de 1691, para ser apresentada na corte de Lisboa.
Em 1695, Matos entrou para a Ordem Terceira de São Francisco do Recife, uma das mais exclusivas confrarias coloniais, cujos membros eram em grande parte mascates abastados. Foi escolhido como mestre de obras da capela dos terceiros, atualmente conhecida como Capela Dourada, e iniciou sua construção em 1696. Já em 1697 a Capela foi inaugurada e iniciaram-se as obras de decoração interna, também coordenadas por Matos, que fariam desta uma das mais importantes obras de arte da época colonial brasileira.
Para o historiador Evaldo Cabral de Mello, graças a sua atividade construtiva, Antônio Fernandes de Matos "deveria ter na história urbana do Recife um lugar quase tão eminente como o que se atribui ao Conde de Nassau ou, no século XIX, ao Conde da Boa Vista." Após a morte de Matos, em 1701, discípulos como Manuel Ferreira Jácome passaram a ocupar o nicho deixado pelo mestre.